# Cantón de Les Deux-Sevi
El cantón de Les Deux-Sevi era una división administrativa francesa, que estaba situada en el departamento de Córcega del Sur y la región de Córcega.

## Composición
El cantón estaba formado por nueve comunas:
- Cargèse
- Cristinacce
- Évisa
- Marignana
- Osani
- Ota
- Partinello
- Piana
- Serriera

## Supresión del cantón de Les Deux-Sevi
En aplicación del Decreto n.º 2014-229 de 24 de febrero de 2014, el cantón de Les Deux-Sevi fue suprimido el 22 de marzo de 2015 y sus 9 comunas pasaron a formar parte del nuevo cantón de Sevi-Sorru-Cinarca.